# Juge en chef de la Haute Cour d'Australie
Le juge en chef de la Haute Cour d'Australie (Chief Justice of Australia) est le principal juge de la Haute Cour et le plus haut fonctionnaire judiciaire dans la fédération d'Australie. La titulaire actuelle du poste est Stephen Gageler. 
Le poste de président est établi en vertu de l'article 71 de la Constitution australienne, qui institue la Haute Cour composée d'un président et d'au moins deux autres juges. 
Le président est le premier des juges de la Haute Cour mais sa position ne diffère guère de celle des autres membres. La seule différence importante entre le président et l'un des autres membres de la Cour est que, par application de l'article 23 du Judiciary Act 1903, si l'opinion de la cour est divisée de manière égale, la voix du président devient prépondérante. 
Comme pour tous les autres juges des tribunaux fédéraux, il est inamovible jusqu'à l'âge de la retraite à soixante-dix ans. Avant 1977, la nomination était à vie. Comme la charge de travail de la Cour n'a cessé d'augmenter, les juges prennent de plus en plus souvent leur retraite avant d'avoir atteint l'âge de la retraite obligatoire. 
Le président se comporte souvent comme un Gouverneur général adjoint, en particulier lors de cérémonies comme l'ouverture du Parlement après une élection. 
Le président supervise aussi le serment d'allégeance au monarque du gouverneur général lors de sa prise de fonction.

## Liste des présidents de la Haute Cour
- Samuel Griffith (1903 - 1919)
- Adrian Knox (1919 - 1930)
- Isaac Isaacs (1930 - 1931)
- Frank Gavan Duffy (1931 - 1935)
- John Latham (1935 - 1952)
- Owen Dixon (1952 - 1964)
- Garfield Barwick (1964 - 1981)
- Harry Gibbs (1981 - 1987)
- Anthony Frank Mason (1987 - 1995)
- Gerard Brennan (1995 - 1998)
- Murray Gleeson (1998 - 2008)
- Robert French (2008 - 2017)
- Susan Kiefel (2017 - en fonction)